# Mercato unico

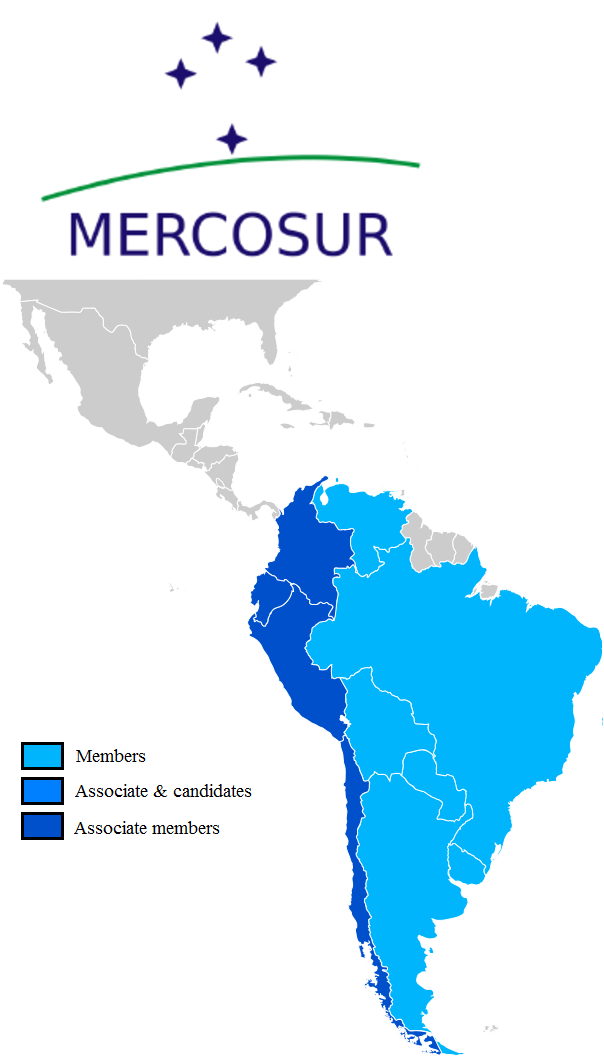
Mercato unico: Mercosur.

Il mercato unico è un'unione doganale con politiche comuni sulla regolamentazione dei prodotti, dei tre fattori di produzione (terra, capitale e lavoro) e di impresa, che rappresenta il quarto stadio dell'integrazione economica. L'obiettivo è quello di favorire la semplificazione dei movimenti di capitale, lavoro, beni e servizi tra i paesi membri.
A volte si distingue il mercato unico come la forma più integrata del mercato comune. In modo comparativo il mercato unico è più incentrato nel rimuovere le barriere fisiche (confini), tecniche (standard) e fiscali tra gli stati membri. Tali barriere impediscono la libertà di movimento dei quattro fattori di produzione. Per rimuovere tali barriere, gli Stati membri necessitano di politiche economiche comuni.